# Axe gonadotrope
 (janvier 2015).
Si vous disposez d'ouvrages ou d'articles de référence ou si vous connaissez des sites web de qualité traitant du thème abordé ici, merci de compléter l'article en donnant les références utiles à sa vérifiabilité et en les liant à la section « Notes et références ».
L'axe gonadotrope est un ensemble de structures physiologiques intervenant dans la régulation de la reproduction chez les mammifères : organes génitaux, hypophyse et hypothalamus. Il est notamment sous l'influence de facteurs internes et externes comme la photopériode et les perturbateurs endocriniens. 